# Bernd Knut
Bernd Uwe Knut (* 22. August 1940 in Danzig) ist ein ehemaliger deutscher Leichtathlet und Leichtathletiktrainer.

## Sportler
Bernd Knut startete für den TSV Bayer 04 Leverkusen. Bei den Deutschen Meisterschaften 1970 belegte er den dritten Platz im Zehnkampf. In der Mannschaftswertung siegte das Team von Bayer Leverkusen 1965 in Augsburg mit Kurt Bendlin, Wolfgang Heise und Bernd Knut, 1968 in Hannover mit Hans-Joachim Perk, Heiner Romberg und Bernd Knut sowie 1971 in Hannover mit Bernd Knut, Wolfgang Stamm und Axel Schiprowski.
Bernd Knut startete von 1965 bis 1972 bei acht Länderkämpfen im Nationaltrikot. Seine Bestleistung im Zehnkampf waren 7688 Punkte, aufgestellt im Jahr 1971 beim Länderkampf gegen Rumänien und Polen.

## Trainer
Bernd Knut studierte an der Deutschen Sporthochschule Köln und war zwei Jahre lang Sportlehrer am Gymnasium in Porz. Danach war er von 1970 bis 2007 Trainer bei Bayer 04 Leverkusen und stieg dort bis zum Cheftrainer auf. Als Trainer betreute er unter anderem Heidi Schüller, Franz-Peter Hofmeister, Bernd Herrmann, Charles Friedek und Ralf Lübke.

## Vater
Bernd Knut betreute als Trainer auch seine Kinder Lars Knut (* 1969) und Silke Knut (* 1972), die in den 1990er Jahren im Mehrkampf antraten.